# Synelnykove
Synelnykove (em ucraniano:   Синельникове; em russo:   Синельниково) é uma cidade da Ucrânia, situada no Oblast de Dnipropetrovsk. Tem 23 km² de área e sua população em 2024 foi estimada em 28.000 habitantes.